# 雅西 (巴西)
雅西是巴西圣保罗州的一个市镇。总面积144.441平方公里，总人口4767人，人口密度33人/平方公里。